# Topographic drama – Live across America
Topographic drama – Live across America is een livealbum van Yes.

## Inleiding
In maart 2013 begon Yes, dan bestaande uit Chris Squire (bas), Steve Howe (gitaar), Alan White (drums), Geoff Downes (toetsen) en Jon Davison (zanger), aan een reeks van concerten waarbij ze studioalbums uit vroeger tijden in hun geheel en in de toenmalige trackvolgorde uitvoerde. Het ging destijds om Fragile en Close to the Edge. Eind 2016/begin 2017 herhaalde Yes dat in een andere samenstelling; bassist Chris Squire was in 2015 overleden en Alan White had een zware rugblessure. Dit maal greep Yes terug op de albums Tales from Topographic Oceans en Drama. Dat was een opmerkelijke keus, want beide albums maakten bij het verschijnen nogal wat commentaar los binnen de Yes-fans. Het eerste bevatte veel te lange nummers; het tweede zou een mengeling tussen commerciële popmuziek en progressieve rock laten horen. Downes werkte echter mee aan de totstandkoming van Drama als studioalbum. Het album werd in eind september 2017 aangekondigd om twee maanden later te verschijnen. Geconstateerd werd dat Downes de partijen van Tales from Topographic Oceans nauwelijks aankan in vergelijking tot de originele toetsenist Rick Wakeman. De platenhoes werd ontworpen door Roger Dean, die al jarenlang de hoezen van de band ontwerpt.   

## Musici
- Jon Davison – zang, akoestische gitaar, percussie
- Steve Howe – gitaar, achtergrondzang
- Billy Sherwood – basgitaar, achtergrondzang, mondharmonica
- Geoff Downes – toetsinstrumenten
- Alan White/ Jay Schellen – drumstel, percussie

## Muziek
| Nr. | Titel                                                      | Yes-album:                        | Duur  |
| --- | ---------------------------------------------------------- | --------------------------------- | ----- |
| 1.  | Machine Messiah (Downes, Horn, Howe, Squire, White)        | Drama                             | 11:17 |
| 2.  | White car (Downes, Horn, Howe, Squire, White)              | Drama                             | 1:25  |
| 3.  | Does it really happen? (Downes, Horn, Howe, Squire, White) | Drama                             | 7:22  |
| 4.  | Into the lens (Downes, Horn, Howe, Squire, White)          | Drama                             | 9:11  |
| 5.  | Run through the light (Downes, Horn, Howe, Squire, White)  | Drama                             | 5:08  |
| 6.  | Tempus fugit (Drama)                                       | Downes, Horn, Howe, Squire, White | 5:58  |
| 7.  | And you and I (Anderson, Bruford, Howe, Squire)            | Close to the edge                 | 11:24 |
| 8.  | Heart of the sunrise (Anderson, Squire, Bruford)           | Fragile                           | 12:14 |

| Nr. | Titel                                                                                     | Yes-album:                                             | Duur  |
| --- | ----------------------------------------------------------------------------------------- | ------------------------------------------------------ | ----- |
| 1.  | The revealing science of God (Dance of the dawn) (Anderson, Howe, Squire, Wakeman, White) | Tales from Topographic Oceans                          | 21:57 |
| 2.  | Leaves of green (Anderson, Howe, Squire, Wakeman, White)                                  | deel van The ancient van Tales from Topographic Oceans | 6:04  |
| 3.  | Ritual (Nous sommes du soleil) (Anderson, Howe, Squire, Wakeman, White)                   | Tales from Topographic Oceans                          | 24:39 |
| 4.  | Roundabout (Anderson, Howe)                                                               | Fragile                                                | 8:35  |
| 5.  | Starship trooper (Anderson, Howe, Squire)                                                 | The Yes Album                                          | 11:45 |